# Gondogoro Ri
Der Gondogoro Ri (auch Peak 6810) ist ein 6810 m hoher Berg im zentralen Karakorum in Pakistan. 
Er liegt südlich des Baltorogletschers und gehört zu den Masherbrum-Bergen. Nach Nordnordwesten hin ist er über einen Grat mit dem Biarchedi verbunden. An seinem Nordhang beginnt der Biarchedi-Gletscher, an seinem Südosthang liegt der Gondogoro-Gletscher und an seiner Westflanke verläuft der Yermanendu-Gletscher. In 8,46 km Entfernung in westsüdwestlicher Richtung befindet sich der östliche Masherbrum-Nebengipfel Yermanendu Kangri.